# Bahiyyih Nakhjavani
Bahiyyih Nakhjavani (24 de fevereiro de 1948) é uma escritora iraniana, integrante da diáspora iraniana. Suas obras são inspiradas na cultura, história e engajamento com as questões de sua terra natal, e exercem importante papel decifrando assimilações e experiências das comunidades exiladas. 

## Biografia
Bahiyyih Nakhjavani nasceu no Irã, em 1948, mas cresceu na Uganda, quando sua família se mudou, em 1951, para auxiliar no desenvolvimento da Fé Bahá'í no país africano, uma religião de princípios islâmicos que, à época, crescia no mundo. Seu pai, Ali Nakhjavani, foi membro da Casa Universal de Justiça. Em 1971, Bahiyyih Nakhjavani se graduou em Literatura Inglesa, pela Universidade de York, na Inglaterra, e em 1978, concluiu o doutorado na Universidade de Massachusetts Amherst, nos Estados Unidos.
Nakhjavani estreou como escritora em 1979, com o livro de não-ficção When We Grow Up, que tratava sobre a criação de filhos na perspectiva da Fé Bahá'í. Ela escreveu outros três livros também baseados e inspirados na sua religião: Response (1981), Four On an Island (1983) e Asking Questions: a Challenge to Fundamentalism (1990). Seu primeiro romance, O Alforje, foi publicado em 2000, pela editora Bloomsbury. No Brasil, a obra foi publicada pela primeira vez, em 2018, para os associados da TAG, um programa de assinatura de livros, escolhido pelo curador Alberto Manguel e traduzido por Rubens Figueiredo. Em 2019, a editora Dublinense publicou a mesma tradução, mas com uma nova capa e para o mercado em geral. A história se passa em meados do século XIX e no meio do deserto entre Meca e Medina, e segue as aventuras de um alforje repleto de pergaminhos que são passados de mão em mão, mudando o destino de todos aqueles com quem entra em contato. Ao longo de 24 horas, o leitor experimenta os mesmos eventos que ocorrem no mesmo local, mas da perspectiva de nove personagens diferentes. O livro é narrado sob a perspectiva do narrador onisciente, usando a chamada “terceira pessoa ilimitada” para resumir o passado, entrar nos sentimentos do presente e ainda sugerir o futuro das personagens. Em entrevista, a autora diz que ao escrever este livro ela quis "transmitir a rica diversidade de tradições religiosas no mundo e o âmago espiritual comum que todos dividem".
No seu segundo romance, Paper, Nakhjavani fez da promessa inefável da folha em branco a premissa central de seu livro. O papel é, ao mesmo tempo uma dramatização da utilidade do material, uma alegoria de sua história e uma meditação sobre suas propriedades místicas como canal de pensamento. O cenário é uma cidade fronteiriça remota, mas estrategicamente importante na Ásia central no século XIX, onde xás, sultões e czares disputam influência, forjando e quebrando alianças, um escriba ambicioso sonha febrilmente em escrever sua obra-prima e antes que ele comece, ele sente que deve encontrar o papel perfeito. Mas a antiga prática de fabricação de papel está em declínio, e o papel europeu - fabricado em fábrica - é escasso e caro. Na cidade isolada nas montanhas, que se tornou palco de uma luta pelo poder, o papel é mais necessário do que nunca. Assim, o escriba parte em uma missão que o envia da mesquita ao palácio, da cidadela ao mercado, em busca de resmas de palha e trapos do passado, de papel de polpa de madeira do presente e em direção às páginas cintilantes do futuro. O livro foi publicado em 2004, pela editora Bloomsbury.
O romance The Woman Who Read Too Much, publicado pela Redwood, em 2015, traz quatro diferentes perspectivas emblemáticas dos quatro papéis da mulher como mãe, filha, irmã e esposa. Cada uma oferece um ponto de vista em terceira pessoa limitada, do qual observa a figura central da história. Os personagens são inspirados em quatro personalidades reais do Irã do século XIX, que viveram na época da Fátimih Baraghání, uma jovem poeta persa conhecido como Táhirih que foi considerada herege pelo clero persa, colocada em prisão domiciliar e executada em agosto de 1852. Menos interessada em teologia do que em literatura, Bahiyyih Nakhjavani optou por construir, em torno da figura de Táhirih, um retrato complexo e fragmentado que traz à vida literária não apenas a notável personalidade de alguém pouco conhecido no ocidente, mas também a complicada Pérsia do século XIX.
O quarto romance, Nós & Eles, foi publicado pela Redwood em 2017. No Brasil, o livro foi traduzido por Natalia Borges Polesso e publicado pela editora Dublinense, em 2019. A história é uma sátira contemporânea sobre a diáspora iraniana nos dias de hoje, e a voz do “nós” aparece em conjunto com a narrativa do “ela/ele”, intercalando entre os capítulos da história sobre uma idosa que deixa o Irã e viaja entre as casas de suas duas filhas em Paris e Los Angeles. Há monólogos coletivos usando o ponto de vista do “nós” para espelhar as múltiplas facetas da psiquê persa ao redor do mundo.
Em 2007, Bahiyyih Nakhjavani recebeu o título de Doutora Honoris Causa da Universidade de Liège, na Bélgica. Atualmente, vive em Estrasburgo.

## Temas
Bahiyyih Nakhjavani professa a Fé Bahá'í e muitos conceitos religiosos podem ser encontrados em sua obra. Para a autora, não há diferença entre a sua fé e a sua arte, e a a estrutura daquilo que escreve reflete invariavalmente os conceitos Baha’i. Um dos principais conceitos que influencia a sua escrita é a noção de relatividade, de continuidade da verdade e de sua natureza progressiva. Outro conceito Bahai’ que pode ser encontrado em suas obras é a percepção da verdade. Segundo Nakhjavani, "a verdade é tão vasta, tão imensa, que somente podemos percebê-la de forma parcial e, mesmo assim, de pouco a pouco. Longe de admitir uma miríade de “verdades” diferentes e contraditórias, portanto, a ideia Baha’I é que há, em vez disso, uma míriade de perspectivas diferentes e aparentemente contraditórias sobre a verdade". Outros temas tratados são imigração, exílio, identidade e diásporas. A autora busca escrever sobre aquilo que ela conhece, e grande parte de seus romances tratam de jornadas, viagens e movimento. Muitos destes temas se devem, em parte, ao seu histórico familiar de desenraizamento e enxerto cultural. Seus ancestrais foram nômades, imigrantes, exilados por gerações, fugiram primeiro da Pérsia na dinastia Qajar pela perseguição religiosa apenas para serem banidos para a colônia penal do Império Otomano, na Palestina, no século XIX. Mas, a obsessão literária com a liminaridade, por sua vez, tem menos a ver com a situação dos iranianos fora do país – eles são um dos grupos de migrantes mais exitosos e bem assimilados em qualquer lugar, por sinal – do que com o fato de que a imigração se tornou uma das questões críticas da atualidade. Nakhjavani escreve sobre suas várias manifestações para entender o impacto da imigração e do exílio nas sociedades, e pela urgência de entender os processos de inclusão e exclusão de forma mais completa

### Livros publicados no Brasil
- O Alforje. Tradução de Rubens Figueiredo. Porto Alegre: Dublinense, 2019. ISBN 9788583181279
- Nós & Eles. Tradução de Natalia Borges Polesso. Porto Alegre: Dublinense, 2019. ISBN 9788583181330